# Anja Haas
Anja Haas (ur. 30 maja 1971 w Gerlos) – austriacka narciarka alpejska, brązowa medalistka mistrzostw świata.

## Kariera
Pierwszy raz na arenie międzynarodowej pojawiła się w 1988 roku, startując podczas mistrzostw świata juniorów w Madonna di Campiglio. Zajęła tam piąte miejsce w zjeździe i ósme miejsce w supergigancie. Jeszcze dwukrotnie startowała na imprezach tego cyklu, najlepszy wynik osiągając na mistrzostwach świata juniorów w Aleyska rok później, gdzie zdobyła brązowe medale w zjeździe i kombinacji. Trzecie miejsce w kombinacji zajęła również na mistrzostwach świata juniorów w Zinal w 1990 roku.
Pierwsze punkty w zawodach Pucharu Świata wywalczyła 10 grudnia 1989 roku w Steamboat Springs, gdzie zajęła dziewiąte miejsce w kombinacji. Pierwszy raz na podium zawodów pucharowych stanęła 24 lutego 1991 roku w Furano, wygrywając rywalizację w zjeździe. W zawodach tych wyprzedziła Chantal Bournissen ze Szwajcarii i Warwarę Zielenską z ZSRR. W kolejnych startach jeszcze cztery razu stawała na podium zawodów PŚ, odnosząc przy tym dwa zwycięstwa: 27 lutego 1993 roku w Veysonnaz i 18 grudnia 1993 roku w St. Anton triumfowała w zjeździe. Najlepsze wyniki osiągnęła w sezonie 1990/1991, kiedy zajęła 12. miejsce w klasyfikacji generalnej. Zajęła też czwarte miejsce w klasyfikacji zjazdu w sezonie 1992/1993.
Największy sukces w karierze osiągnęła w 1993 roku, kiedy na mistrzostwach świata w Morioce zdobyła brązowy medal w zjeździe. Wyprzedziły ją tam tylko Kanadyjka Kate Pace i Austriaczką Anją Haas. Trzy dni później wywalczyła brązowy medal w supergigancie, ulegając tylko Niemce Katji Seizinger i Astrid Lødemel z Norwegii. Był to jej jedyny medal wywalczony na międzynarodowej imprezie tej rangi. W 1994 roku wystartowała na igrzyskach olimpijskich w Lillehammer, gdzie zajęła 31. miejsce w zjeździe, a rywalizacji w kombinacji nie ukończyła.
W 1996 roku zakończyła karierę.

## Osiągnięcia

### Igrzyska olimpijskie
| Miejsce | Dzień     | Rok  | Miejscowość | Konkurencja | Czas biegu | Strata | Zwyciężczyni    |
| ------- | --------- | ---- | ----------- | ----------- | ---------- | ------ | --------------- |
| 31.     | 19 lutego | 1994 | Lillehammer | Zjazd       | 1:35,93    | +3,05  | Katja Seizinger |
| DNF2    | 21 lutego | 1994 | Lillehammer | Kombinacja  | 3:05,16    | -      | Pernilla Wiberg |

### Mistrzostwa świata
| Miejsce | Dzień     | Rok  | Miejscowość | Konkurencja | Czas biegu | Strata | Zwyciężczyni |
| ------- | --------- | ---- | ----------- | ----------- | ---------- | ------ | ------------ |
| DNF2    | 5 lutego  | 1993 | Morioka     | Kombinacja  | 3,39 pkt   | -      | Miriam Vogt  |
| 3.      | 11 lutego | 1993 | Morioka     | Zjazd       | 1:27,38    | +0,46  | Kate Pace    |

### Mistrzostwa świata juniorów
| Miejsce | Dzień       | Rok  | Miejscowość          | Konkurencja | Czas biegu | Strata | Zwyciężczyni           |
| ------- | ----------- | ---- | -------------------- | ----------- | ---------- | ------ | ---------------------- |
| 5.      | 27 stycznia | 1988 | Madonna di Campiglio | Zjazd       | 1:15,24    | +1,03  | Andrea Schwarzenberger |
| 8.      | 28 stycznia | 1988 | Madonna di Campiglio | Supergigant | 1:16,26    | +1,73  | Sabine Ginther         |
| 3.      | 5 kwietnia  | 1989 | Aleyska              | Zjazd       | 1:31,91    | +0,70  | Sabine Ginther         |
| 6.      | 7 kwietnia  | 1989 | Aleyska              | Slalom      | 1:41,48    | +2,03  | Gabriela Zingre        |
| 19.     | 8 kwietnia  | 1989 | Aleyska              | Gigant      | 2:09,19    | +4,58  | Kimberly Schmidinger   |
| 3.      | 8 kwietnia  | 1989 | Aleyska              | Kombinacja  | ?          | ?      | Edda Mutter            |
| 17.     | 21 marca    | 1990 | Zinal                | Zjazd       | 1:25,48    | +2,33  | Swietłana Gładyszewa   |
| 10.     | 23 marca    | 1990 | Zinal                | Gigant      | 2:23,17    | +3,25  | Manuela Umele          |
| 8.      | 24 marca    | 1990 | Zinal                | Slalom      | 1:06,79    | +2,71  | Katrin Neuenschwander  |
| 3.      | 24 marca    | 1990 | Zinal                | Kombinacja  | ?          | ?      | Katrin Neuenschwander  |

### Puchar Świata

#### Miejsca w klasyfikacji generalnej
- sezon 1989/1990: 56.
- sezon 1990/1991: 12.
- sezon 1991/1992: 31.
- sezon 1992/1993: 21.
- sezon 1993/1994: 44.
- sezon 1994/1995: 104.
- sezon 1995/1996: 89.

#### Miejsca na podium w zawodach
1. Furano – 24 lutego 1991 (zjazd) – 1. miejsce
2. Vail – 16 marca 1991 (zjazd) – 2. miejsce
3. Schruns – 12 stycznia 1992 (kombinacja) – 2. miejsce
4. Veysonnaz – 27 lutego 1993 (zjazd) – 1. miejsce
5. St. Anton – 18 grudnia 1993 (zjazd) – 1. miejsce